# Pachydactylus werneri
Espèce
Synonymes
- Pachydactylus capensis werneri Hewitt, 1935

Pachydactylus werneri est une espèce de geckos de la famille des Gekkonidae.

## Répartition
Cette espèce est endémique de Namibie.

## Description
Ce gecko est insectivore.

## Étymologie
Cette espèce est nommée en l'honneur de Franz Werner.

## Publication originale
- Hewitt, 1935 : Some new forms of batrachians and reptiles from South Africa. Records of the Albany Museum, vol. 4, p. 283-357.